# The Trilogy Vinyl
The Trilogy Vinyl es un box set recopilatorio de The Melvins, lanzado el 27 de noviembre de 2000 por Ipecac Recordings. El box consta de tres vinilos que recopilan las tres entregas de la trilogía The Maggot, The Bootlicker y The Crybaby.

## Arte
La etiqueta que viene pegada en el vinilo muestra una advertencia que dice: 

"El contenido incluye imágenes que pueden ser consideradas ofensivas o peligrosas. No seas tonto".

La obra de arte es potencialmente ofensiva, pero es citado como una broma de la banda (la etiqueta del lado B de cada vinilo se contradice con la del lado A). La cara A del primer vinilo es una cruz Esvástica, y del otro lado es la Estrella de David. La cara A del segundo vinilo es el escudo que simboliza al Partido Pantera Negra, y el lado B es el símbolo del Ku Klux Klan. El lado A del tercer vinilo es una imagen de la Cruz, y el lado B es una estrella satánica.

## Disco 1: The Maggot
| N.º | Título                                             | Escritor(es) | Duración |  |
| 1.  | «Amazon»                                           |              | 1:00     |  |
| 2.  | «Amazon (continued)»                               |              | 5:00     |  |
| 3.  | «We All Love Judy»                                 |              | 2:28     |  |
| 4.  | «Manky»                                            |              | 7:22     |  |
| 5.  | «The Green Manalishi (With the Two-Pronged Crown)» | Green        | 6:54     |  |
| 6.  | «The Horn Bearer»                                  |              | 2:24     |  |
| 7.  | «Judy»                                             |              | 2:24     |  |
| 8.  | «See How Pretty, See How Smart»                    |              | 5:18     |  |

## Disco 2: The Bootlicker
| N.º | Título                              | Duración |  |
| 1.  | «Toy»                               | 1:09     |  |
| 2.  | «Let It All Be»                     | 10:48    |  |
| 3.  | «Black Santa»                       | 3:41     |  |
| 4.  | «We We»                             | 0:57     |  |
| 5.  | «Up the Dumper»                     | 2:23     |  |
| 6.  | «Mary Lady Bobby Kins»              | 3:37     |  |
| 7.  | «Jew Boy Flower Head»               | 6:06     |  |
| 8.  | «Lone Rose Holding Now»             | 2:23     |  |
| 9.  | «Prig» (con Eric Peterson en Piano) | 8:47     |  |

## Disco 3: The Crybaby
| N.º | Título                                                                         | Escritor(es)             | Duración |  |
| 1.  | «Smells Like Teen Spirit»                                                      | Cobain, Grohl, Novoselic | 5:01     |  |
| 2.  | «Blockbuster»                                                                  | Jesus Lizard             | 3:09     |  |
| 3.  | «Ramblin' Man»                                                                 | Williams                 | 3:14     |  |
| 4.  | «G.I. Joe»                                                                     | Patton, Rutmanis         | 3:59     |  |
| 5.  | «Mine Is No Disgrace»                                                          | Osborne, Thirlwell       | 8:21     |  |
| 6.  | «Spineless»                                                                    | Sanko                    | 4:01     |  |
| 7.  | «Divorced»                                                                     | Crover, Melvins          | 14:42    |  |
| 8.  | «Dry Drunk» (Dry Drunk (Part I), Interlude (Godzik Pink), Dry Drunk (Part II)) | Osborne, Yow             | 4:03     |  |
| 9.  | «Okie from Muskogee»                                                           | Haggard                  | 2:10     |  |
| 10. | «The Man with the Laughing Hand Is Dead»                                       | Osborne, Blood           | 11:26    |  |
| 11. | «Moon Pie»                                                                     | Osborne, Sharp           | 12:44    |  |

## Personal
- King Buzzo -   voz, Guitarra, Ruidos
- Kevin Rutmanis - Bajo, bajo slide, voz y gritos
- Dale Crover - Batería, voz, guitarra y percusión
- Mackie Osborne - Arte
- Música y letras – King Buzzo
- Productores – Melvins y Tim Green

- Smells Like Teen Spirit

Batería – Dale*
Grabación y Mezcla para Guitarra y Bajo – Billy Howerdel
Grabación para batería – Tim Green
Voz – Leif Garret
Guitarra y bajo – Buzz
- Blockbuster

Guitarra – Buzz
Batería, Guitarra – Dale
Voz – David Yow
Bajo, bajo slide – Kevin
- Ramblin' Man

Guitarra y voz – Hank Williams III
Bajo – Kevin
Guitarra – Buzz
Steel guitar – Henry Bogdan
Batería – Dale
- Mine Is No Disgrace

Grabación – J.G. Thirlwell y Tim Green
Mezcla – J.G. Thirlwell
Bajo – Kevin
Guitarra – Buzz
Voz, sampler Samples – J. G. Thirlwell
Batería – Dale
- Spineless

Grabación – Roderick Kohn
Guitarra y voz – Erik Sanko
Mezcla – Tim Green
Bajo – Kevin
Guitarra – Bruce Bromberg y Buzz
Voz – Amanda Ferguson
Batería – Dale
Basura, sampler Samples – Rick Lee
- G.I. Joe

Bajo, Oscillator, Armónica, Metronomo, voz, Guitarra – Kevin
Grabación Kevin*, Mike Patton y Tim Green
Ruidos – Dale y Buzz
Voz, Sampler, Guitarra, Percusión – Mike Patton
- Divorced

Productores – The Melvins, Ryeland Allison, Tool, Vincent De Franco
Letras – Dale Crover, The Melvins